# نکتون
نکتون (به انگلیسی: Nacton) یک روستا و محله مدنی در بریتانیا است که در Suffolk Coastal واقع شده‌است. نکتون ۷۵۷ نفر جمعیت دارد.